# Pointe du Dard
La pointe du Dard est un sommet de France situé dans le massif de la Vanoise, en Savoie.

## Activités
Le sommet est très populaire dans la pratique des randonnées glaciaires et du ski de randonnée.

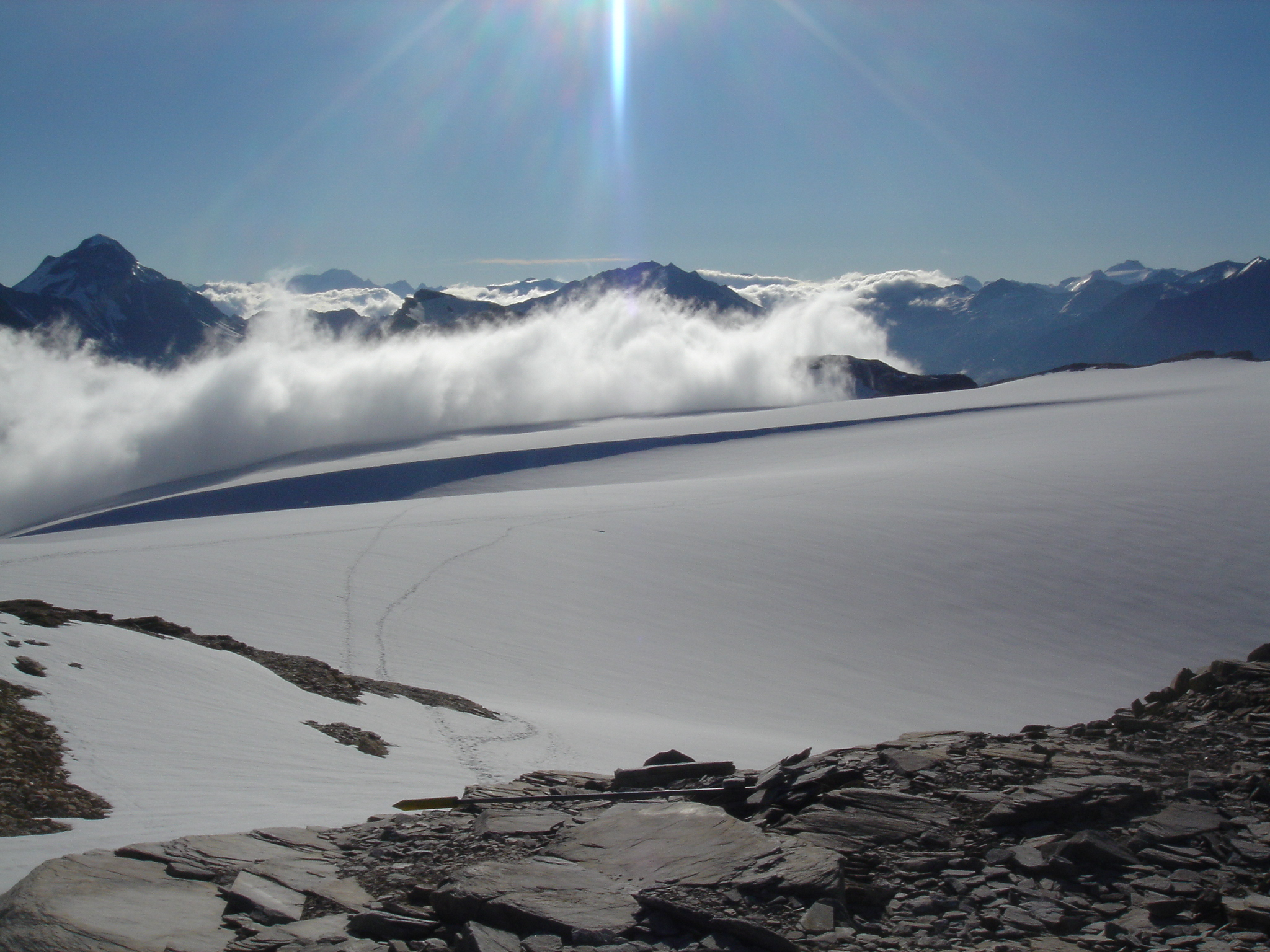
Vue depuis le sommet en direction du nord-est sur le glacier de l'Arcelin avec au loin la Grande Motte à gauche et la pointe de la Sana au centre.